# Camera dei rappresentanti (Ungheria)
La Camera dei rappresentanti (in lingua ungherese: Képviselőház) fu un'assemblea parlamentare ungherese, parte della Dieta d'Ungheria, insieme alla Camera dei Magnati.

## Storia
Dall'inizio della rivoluzione ungherese del 1848, i membri della Camera dei Rappresentanti furono dei rappresentanti scelti da ognuna delle contee del regno d'Ungheria e tra i rappresentanti del basso clero.
La camera era composta da 453 membri, dei quali 413 erano deputati eletti in Ungheria e 40 in Croazia e Slavonia. Il loro mandato era di cinque anni. Essi erano eletti in base alla legge elettorale varata nel 1874, che prevedeva un complicato sistema fondato su proprietà, tassazione, professione e posizione ufficiale, oltre ad antichi privilegi personali.
Secondo l'Encyclopædia Britannica, la condizioni di ingresso erano "probabilmente le più illiberali d'Europa" in quanto la classe lavoratrice ne era completamente esclusa ed essa rappresentava solo il 6% della popolazione totale del Regno d'Ungheria.
Il parlamento veniva aperto annualmente dal re a Budapest. Sebbene l'ungherese fosse la lingua ufficiale alla Camera, era consentito l'uso del croato ai deputati provenienti da quelle aree. La Camera dei Rappresentanti, insieme alla sua controparte alta dei Magnati, aveva la possibilità di legiferare per materie concernenti l'Ungheria, mentre per quanto riguarda la Croazia e la Slavonia, essa poteva legiferare solo su materie che l'Ungheria condivideva con queste altre due regioni. Il re aveva il potere di veto su tutte le leggi approvate dalla Dieta d'Ungheria ed ognuna di queste leggi doveva di conseguenza avere l'assenso regio.
All'inizio della prima guerra mondiale, pur avendo una popolazione composta per il 54.5% da magiari, il 16.1% da rumeni ed il 10.6% da slovacchi, 405 dei 413 rappresentanti alla Camera erano di ascendenza ungherese, 5 rumeni e 3 slovacchi.

## Presidenti della Camera dei Rappresentanti d'Ungheria
| No.                                                                     | Immagine | Nome (nascita–morte)                      | Durata incarico   | Durata incarico  | Partito politico             |
| ----------------------------------------------------------------------- | -------- | ----------------------------------------- | ----------------- | ---------------- | ---------------------------- |
| 1                                                                       |          | Dénes Pázmándy (1816–1856)                | 10 luglio 1848    | 9 gennaio 1849   | Partito di opposizione       |
| 2                                                                       |          | Pál Almásy (1818–1882)                    | 9 gennaio 1849    | 2 luglio 1849    | Partito di opposizione       |
| –                                                                       |          | László Palóczy (formalmente) (1783–1861)  | 9 gennaio 1849    | 11 agosto 1849   | Partito di opposizione       |
| L'Assemblea Nazionale viene abolita (11 agosto 1849 – 17 aprile 1861)   |          |                                           |                   |                  |                              |
| 3                                                                       |          | Kálmán Ghyczy (1808–1888)                 | 17 aprile 1861    | 22 agosto 1861   | Partito della Risoluzione    |
| L'Assemblea Nazionale viene abolita (22 agosto 1861 – 20 dicembre 1865) |          |                                           |                   |                  |                              |
| 4                                                                       |          | Károly Szentiványi (1802–1877)            | 20 dicembre 1865  | 22 aprile 1869   | Partito Deák                 |
| 5                                                                       |          | Pál Somssich (1811–1888)                  | 1 maggio 1869     | 3 settembre 1872 | Partito Deák                 |
| 6                                                                       |          | István Bittó (1822–1903)                  | 10 settembre 1872 | 21 marzo 1874    | Partito Deák                 |
| 7                                                                       |          | Béla Perczel (1819–1888)                  | 24 marzo 1874     | 3 marzo 1875     | Partito Deák                 |
| 8                                                                       |          | Kálmán Ghyczy (1808–1888)                 | 5 marzo 1875      | 2 aprile 1879    | Partito Liberale             |
| 9                                                                       |          | József Szlávy (1818–1900)                 | 2 aprile 1879     | 12 aprile 1880   | Partito Liberale             |
| 10                                                                      |          | Tamás Péchy (1828–1897)                   | 13 aprile 1880    | 20 febbraio 1892 | Partito Liberale             |
| 11                                                                      |          | Dezső Bánffy (1843–1911)                  | 25 febbraio 1892  | 14 gennaio 1895  | Partito Liberale             |
| 12                                                                      |          | Dezső Szilágyi (1840–1901)                | 19 gennaio 1895   | 9 dicembre 1898  | Partito Liberale             |
| –                                                                       |          | József Madarász (formalmente) (1814–1915) | 17 dicembre 1898  | 2 marzo 1899     | Partito dell'Indipendenza    |
| 13                                                                      |          | Dezső Perczel (1848–1913)                 | 2 marzo 1899      | 26 ottobre 1901  | Partito Liberale             |
| 14                                                                      |          | Albert Apponyi (1846–1933)                | 31 ottobre 1901   | 6 novembre 1903  | Partito Liberale             |
| 15                                                                      |          | Dezső Perczel (1848–1913)                 | 6 novembre 1903   | 17 febbraio 1905 | Partito Liberale             |
| 16                                                                      |          | Gyula Justh (1850–1917)                   | 21 febbraio 1905  | 12 novembre 1909 | Partito per l'Indipendenza   |
| 17                                                                      |          | Sándor Gál (1868–1937)                    | 13 novembre 1909  | 23 giugno 1910   | Partito per l'Indipendenza   |
| 18                                                                      |          | Albert Berzeviczy (1853–1936)             | 30 giugno 1910    | 7 novembre 1911  | Partito Nazionale del Lavoro |
| 19                                                                      |          | Lajos Návay (1870–1919)                   | 9 novembre 1911   | 21 maggio 1912   | Partito Nazionale del Lavoro |
| 20                                                                      |          | István Tisza (1861–1918)                  | 22 maggio 1912    | 10 giugno 1913   | Partito Nazionale del Lavoro |
| 21                                                                      |          | Pál Beőthy (1866–1921)                    | 13 giugno 1913    | 28 giugno 1917   | Partito Nazionale del Lavoro |
| 22                                                                      |          | Károly Szász (1865–1950)                  | 3 luglio 1917     | 16 novembre 1918 | Partito Nazionale del Lavoro |

L'assemblea venne ripristinata dal 1927 al 1945.
| No.  | Immagine        | Nome (nascita–morte)             | Durata incarico | Durata incarico              | Partito politico             |
| ---- | --------------- | -------------------------------- | --------------- | ---------------------------- | ---------------------------- |
| 23   |                 | Tibor Zsitvay (1884–1969)        | 31 gennaio 1927 | 5 febbraio 1929              | Partito dell'Unità           |
| 24   |                 | László Almásy (1869–1936)        | 7 febbraio 1929 | 27 ottobre 1932              | Partito dell'Unità           |
| (24) | 27 ottobre 1932 | László Almásy (1869–1936)        | 29 aprile 1935  | Partito dell'Unità Nazionale |                              |
| 25   |                 | Sándor Sztranyavszky (1882–1942) | 1 maggio 1935   | 17 maggio 1938               | Partito dell'Unità Nazionale |
| 26   |                 | Gyula Kornis (1885–1958)         | 20 maggio 1938  | 1 dicembre 1938              | Partito dell'Unità Nazionale |
| 27   |                 | Kálmán Darányi (1886–1939)       | 5 dicembre 1938 | 2 febbraio 1939              | Partito dell'Unità Nazionale |
| (27) | 2 febbraio 1939 | Kálmán Darányi (1886–1939)       | 1 novembre 1939 | Partito della Vita Ungherese |                              |
| 28   |                 | András Tasnádi Nagy (1882–1956)  | 1 novembre 1939 | 29 marzo 1945                | Partito della Vita Ungherese |